# Pseudagrion dispar
Pseudagrion dispar – gatunek ważki z rodziny łątkowatych (Coenagrionidae).